# Yanyuwa
Yanyuwa är ett australiskt språk som talades av 52 personer år 1996. Yanyuwa talas i Queensland. Yanyuwa tillhör de pama-nyunganska språken.